# Amanda Spratt
Amanda Spratt (Penrith, Nueva Gales del Sur; 17 de septiembre de 1987) es una ciclista profesional australiana que debutó como profesional en 2012 tras destacar en ciclismo en pista con varios campeonatos nacionales. Su buen hacer en la pista la dio acceso a participar con la selección de Australia desde 2007 en pruebas de ciclismo en ruta y debido a su victoria en el Tour de Feminin-O cenu Ceskeho Svycarska 2011 consiguió el paso a profesional para el año siguiente.
Disputó la prueba en ruta de los Juegos Olímpicos de Londres 2012 donde fue descalificada por «fuera de control».

## Trayectoria deportiva
Desde 2004 cosechó buenos resultados en los campeonatos nacionales de pista en categorías inferiores, pese a ello su única victorias a modo colectivo en el Campeonato de Australia Persecución por Equipos 2007. Al año siguiente logró vencer el Campeonato de Australia Contrarreloj sub-23.
Desde 2007 participó en algunas carreras internacionales de ciclismo en ruta cosechando sus primeras victorias en 2010 enrolada siempre en la selección de Australia. Al año siguiente se hizo con su primera victoria profesional, la Tour de Feminin-O cenu Ceskeho Svycarska donde además ganó la 1.ª etapa. Gracias a ello debutó como profesional con el GreenEDGE-AIS en 2012 y ese mismo año -en enero- se hizo con el Campeonato de Australia en Ruta, además acumuló varios top-10 en clásicas lo que la dio acceso a participar en la prueba en ruta de los Juegos Olímpicos de Londres 2012 donde fue descalificada por «fuera de control».
Años más tarde logró el Giro del Trentino Alto Adige-Südtirol 2015 siendo esa su segunda victoria profesional fuera de su país.

## Palmarés
2005 (como amateur)
- 2.ª en el Campeonato de Australia Puntuación

2006 (como amateur)
- 2.ª en el Campeonato de Australia Puntuación
- 3.ª en los Juegos Oceánicos Puntuación

2007 (como amateur)
- 3.ª en el Campeonato de Australia Puntuación
- 2.ª en el Campeonato de Australia Persecución
- Campeonato de Australia Persecución por Equipos (haciendo equipo con Toireasa Gallagher y Skye Lee Armstrong)

2011 (como amateur)
- Tour de Feminin-O cenu Ceskeho Svycarska, más 1 etapa

2012
- Campeonato de Australia en Ruta

2015
- Giro del Trentino Alto Adige-Südtirol

2016
- Campeonato de Australia en Ruta
- Cadel Evans Great Ocean Road Race Women
- 1 etapa del Tour de Turingia femenino

2017
- 2.ª en el Campeonato de Australia Ruta
- Santos Women's Tour, más 1 etapa
- 1 etapa de la Emakumeen Euskal Bira

2018
- Santos Women's Tour, más 1 etapa
- Emakumeen Euskal Bira, más 1 etapa
- SwissEver GP Cham-Hagendorn
- 3.ª en el Giro de Italia Femenino, más 1 etapa y clasificación de la montaña
- 2.ª en el Campeonato Mundial en Ruta

2019
- 2.ª en el Campeonato de Australia en Ruta
- Santos Women's Tour, más 1 etapa
- 1 etapa de la Emakumeen Euskal Bira
- 3.ª en el Giro de Italia Femenino
- 3.ª en el Campeonato Mundial en Ruta

2020
- Campeonato de Australia en Ruta
- 1 etapa del Santos Women's Tour

2023
- 3.ª en el Campeonato de Australia en Ruta

## Resultados en Grandes Vueltas y Campeonatos del Mundo
Durante su carrera deportiva ha conseguido los siguientes puestos en las Grandes Vueltas femeninas y en los Campeonatos del Mundo en carretera:
| Carrera              | Carrera              | 2008 | 2009 | 2010 | 2011  | 2012 | 2013 | 2014 | 2015 | 2016 | 2017 | 2018 | 2019 | 2020 | 2021 | 2022 | 2023 | 2024 |
| -------------------- | -------------------- | ---- | ---- | ---- | ----- | ---- | ---- | ---- | ---- | ---- | ---- | ---- | ---- | ---- | ---- | ---- | ---- | ---- |
|                      | Giro de Italia       | —    | —    | —    | —     | Ab.  | 23.ª | 45.ª | Ab.  | —    | 5.ª  | 3.ª  | 3.ª  | Ab.  | Ab.  | Ab.  | —    | —    |
|                      | Tour de l'Aude       | Ab.  | —    | —    | X     | X    | X    | X    | X    | X    | X    | X    | X    | X    | X    | X    | X    | X    |
|                      | Tour de Francia      | —    | —    | X    | X     | X    | X    | X    | X    | X    | X    | X    | X    | X    | X    | Ab.  | 10.ª | Ab.  |
| Mundial en Ruta      | Mundial en Ruta      | —    | —    | Ab.  | 110.ª | 68.ª | Ab.  | —    | 48.ª | —    | 41.ª | 2.ª  | 3.ª  | —    | 93.ª | 27.ª | Ab.  | —    |
| Mundial Contrarreloj | Mundial Contrarreloj | —    | —    | —    | —     | —    | —    | —    | —    | —    | —    | —    | 11.ª | —    | —    | —    | —    | —    |

—: no participa

Ab.: abandono

X: ediciones no celebradas

## Equipos
- Selección de Australia (2007, 2009-2011) (amateur)
- GreenEDGE/AIS/Scott/BikeExchange (2012-2022)
  - GreenEDGE-AIS (hasta mayo) (2012)
  - Orica-AIS (2012-2016)
  - Orica-Scott (2017)
  - Mitchelton-Scott (2018-2020)
  - Team BikeExchange Women (2021)
  - Team BikeExchange-Jayco (2022)
- Trek (2023-)
  - Trek-Segafredo (2023)
  - Lidl-Trek (2023-)